# Juan Egidio (obispo segobricense)
Juan Egidio (también, Juan Gil), tercer obispo segobricense (1215-1222).

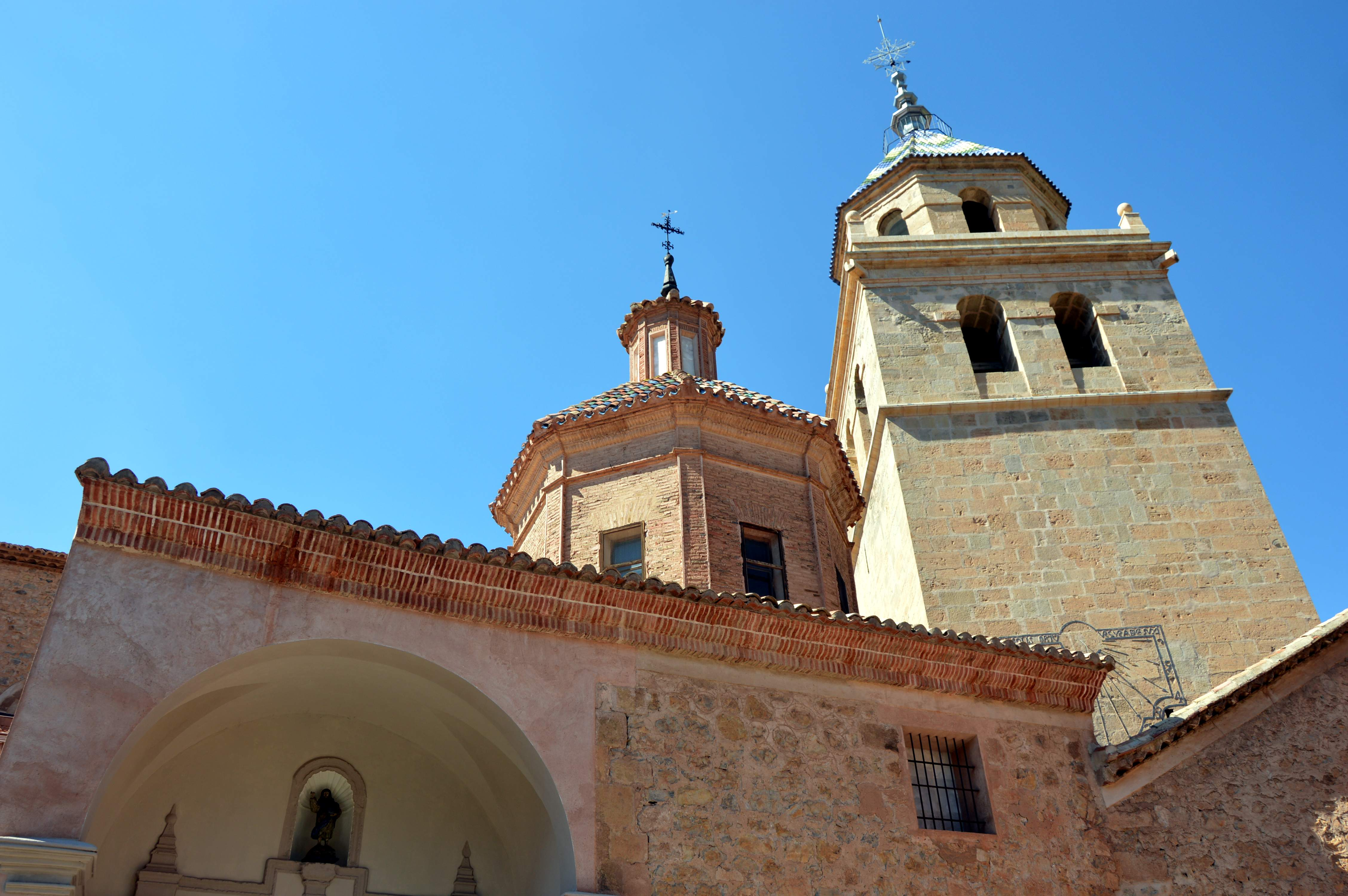
Vista parcial (meridional) de la Catedral del Salvador de Albarracín (Teruel), con detalle de la torre, obra de Alonso del Barrio Dajo (2017).

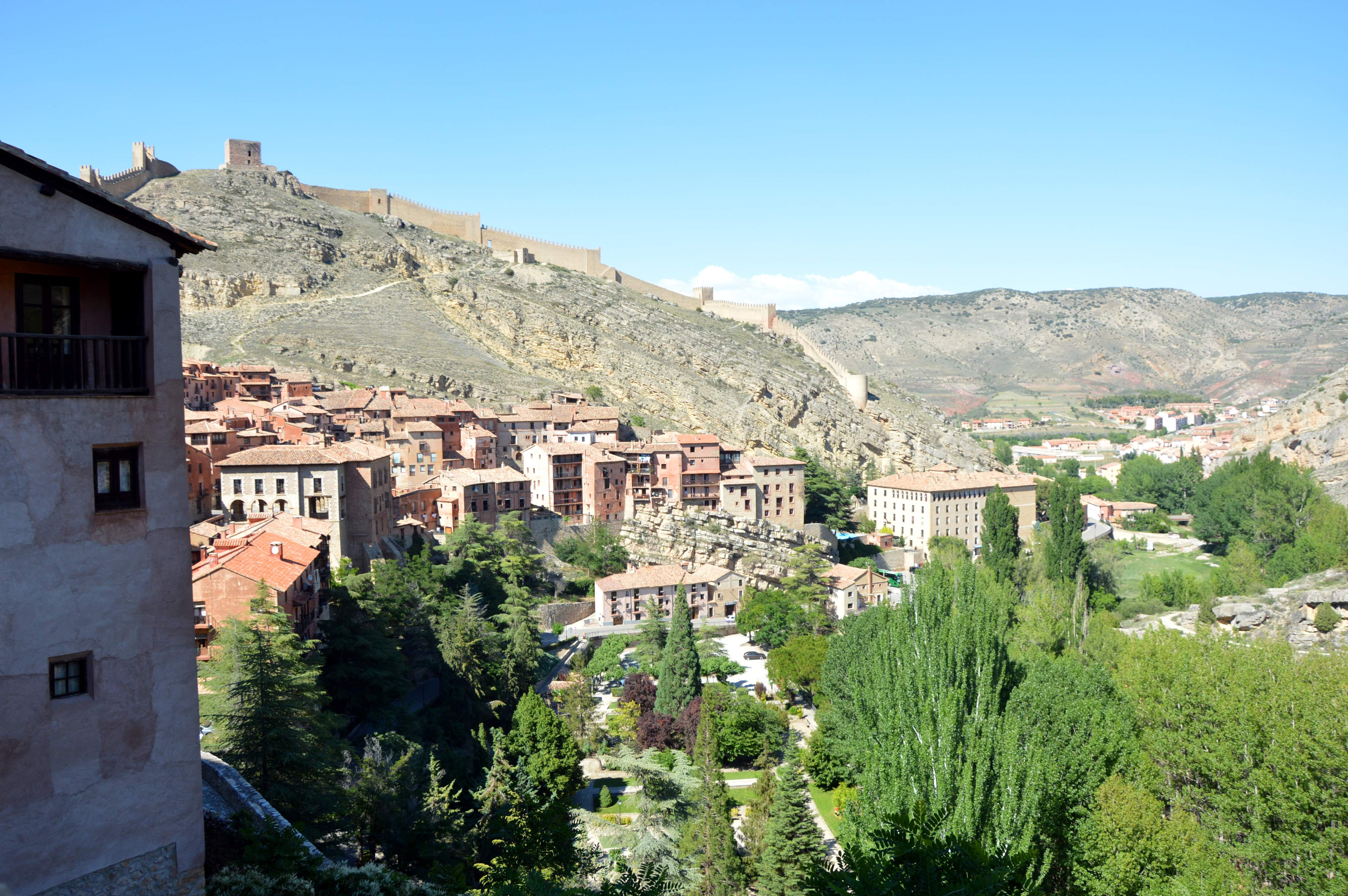
Vista parcial (suroriental) de Albarracín (Teruel), desde las inmediaciones de la Catedral del Salvador (2017).

## Biografía
El cronista valenciano Gaspar Juan Escolano (1560-1619), en la Segunda parte de la Década Primera de la Historia de la Insigne y coronada ciudad y reyno de Valencia (1611) escribe del obispo Juan Gil o Egidio:

«En el libro viejo de la Iglesia de/ Albarracín de los Aniuersarios, está/ escrito por cuatro vezes vn Obispo/ Gil: y sino es que le demos lugar des-/pues de Martino, o Dominico, no le/ tiene comodamente en todo el cata-/logo de los Obispos Segobricenses,/ pues todos los siguiente, despues de/ dominico, hinchen muy bien el tiem-/po, y se texe la succession dellos con/ mucha conformidad de las escrituras/ y memorias antiguas. No carece de/ probabilidad, que tuuiesse el Egidio/ la silla Episcopal por el año mil do-/cientos quarenta y dos, muerto el O-/bispo Ximeno, [...]; según que en la donación que/ el Rey Moro de Valencia Zeyte Abu-/zeyte hizo a dicho obispo Ximeno, el/ año mil doscientos treynta y ocho en/ Albarracín, el primero de los testigos/ que alli se nombran, fue vn Gil Arcediano de Sant Marco: y en aquel tiem-/po era muy ordinario elegir en Obis-/po el Arcediano del Cabildo».
Segunda parte de la Década Primera de la Historia de la Insigne y coronada ciudad y reyno de Valencia, Gaspar Juan Escolano

La presencia de este tercer obispo de Segóbriga y de la silla de Albarracín fue cuestionada por algunos autores, «pero su existencia está bien demostrada, pues en el libro antiguo de los aniversarios de Albarracín se le nombra hasta cuatro veces»; también se ha cuestionado su posición en el episcopologio, aunque la historiografía actual le coloca después del obispo Hispano, no después de Domingo: Hic Egidius episcopus videtur interponendus, nam alibi vix potes; vel certe post Hispanum, non post Dominicum.